# مركز فيينا الإسلامي
مركز فيينا الإسلامي هو أكبر مسجد في النمسا، ويقع في الحي الواحد والعشرين المسمى بفلوريدزدورف بفيينا.

## التاريخ
في عام 1969م اشترى المجتمع الإسلامي في فيننا مساحة 8,300 م2 (89,000 قدم2) من المدينة لأجل بناء مسجد. وتم تأجيل موعد البناء عدة مرات وذلك بسبب الصعوبات المالية. وفي عام 1975م تكفل الملك السعودي فيصل بن عبد العزيز بالدعم المالي من أجل بناء المسجد.
وبعد اختيار ريتشارد لوغنر كمقاول عام، تم البدأ على أعمال البناء في 1 تموز/يوليو 1977م. وفي نوفمبر افتتح رئيس فيينا في ذلك الوقت رودولف كيرخشليغر مركز فيينا الإسلامي، وتمت تغطية الحدث في وسائل الإعلام، كالتقرير الذي أعدته محطة التلفاز النماسوية بيلد إم زيت في يوم الافتتاح.

## المسجد
لمركز فيينا الإسلامي منارة يصل ارتفاعها لـ32 متر (105 قدم) طولاً، بينما ترتفع القبة 16 متراً (52 قدم) ويصل عرض محيطها إلى 20 متر (66 قدم).

## معرض الصور

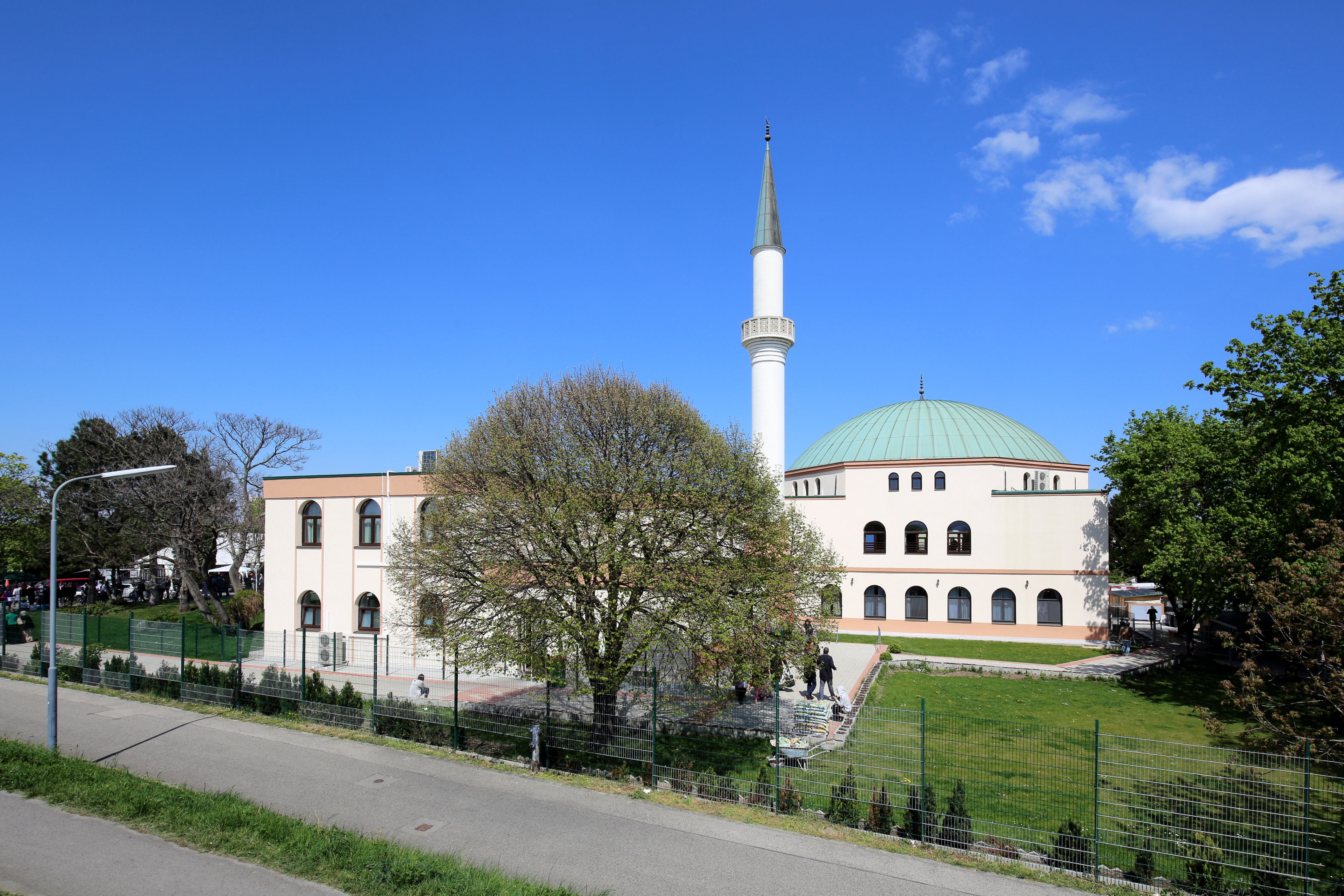
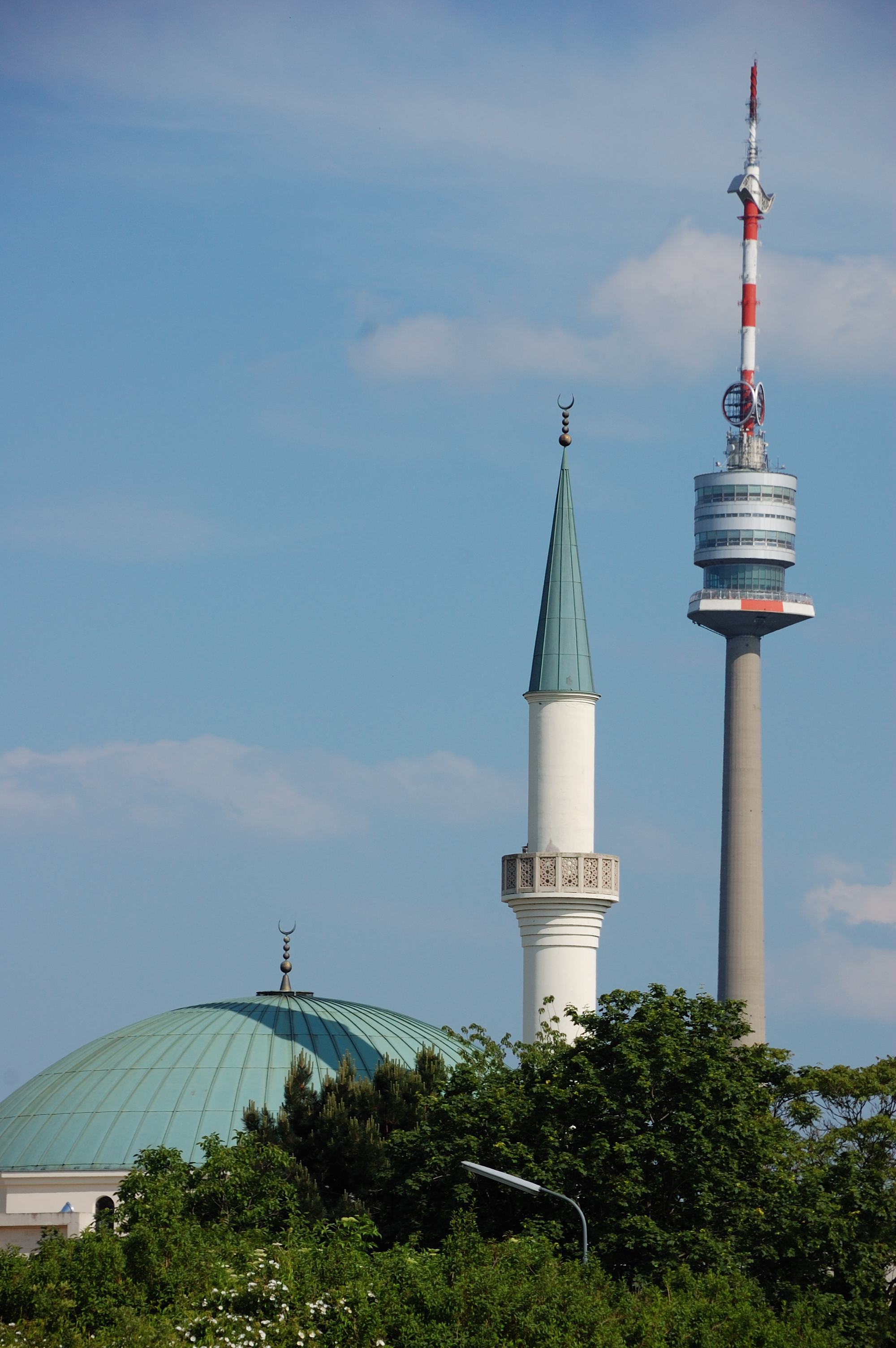
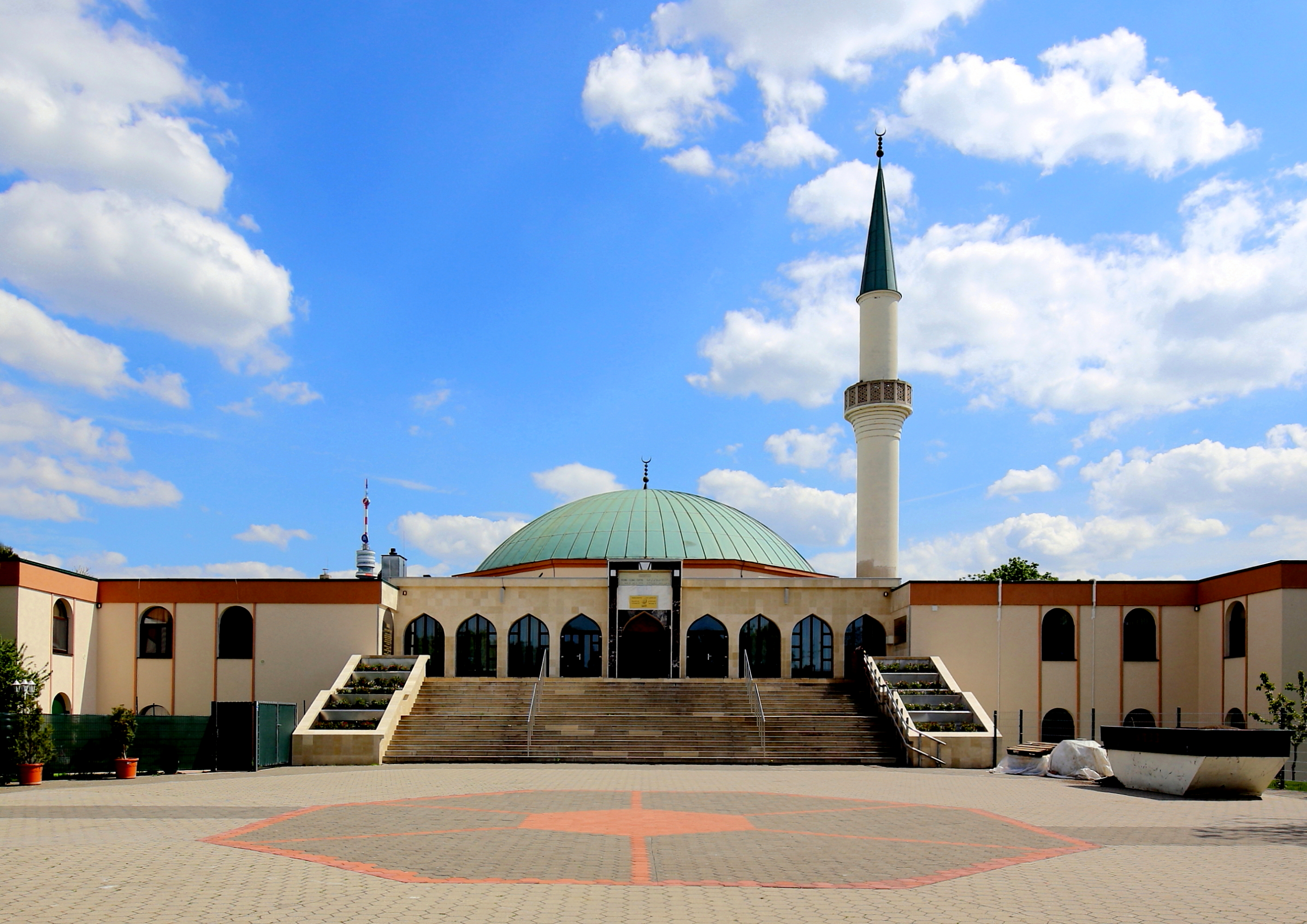
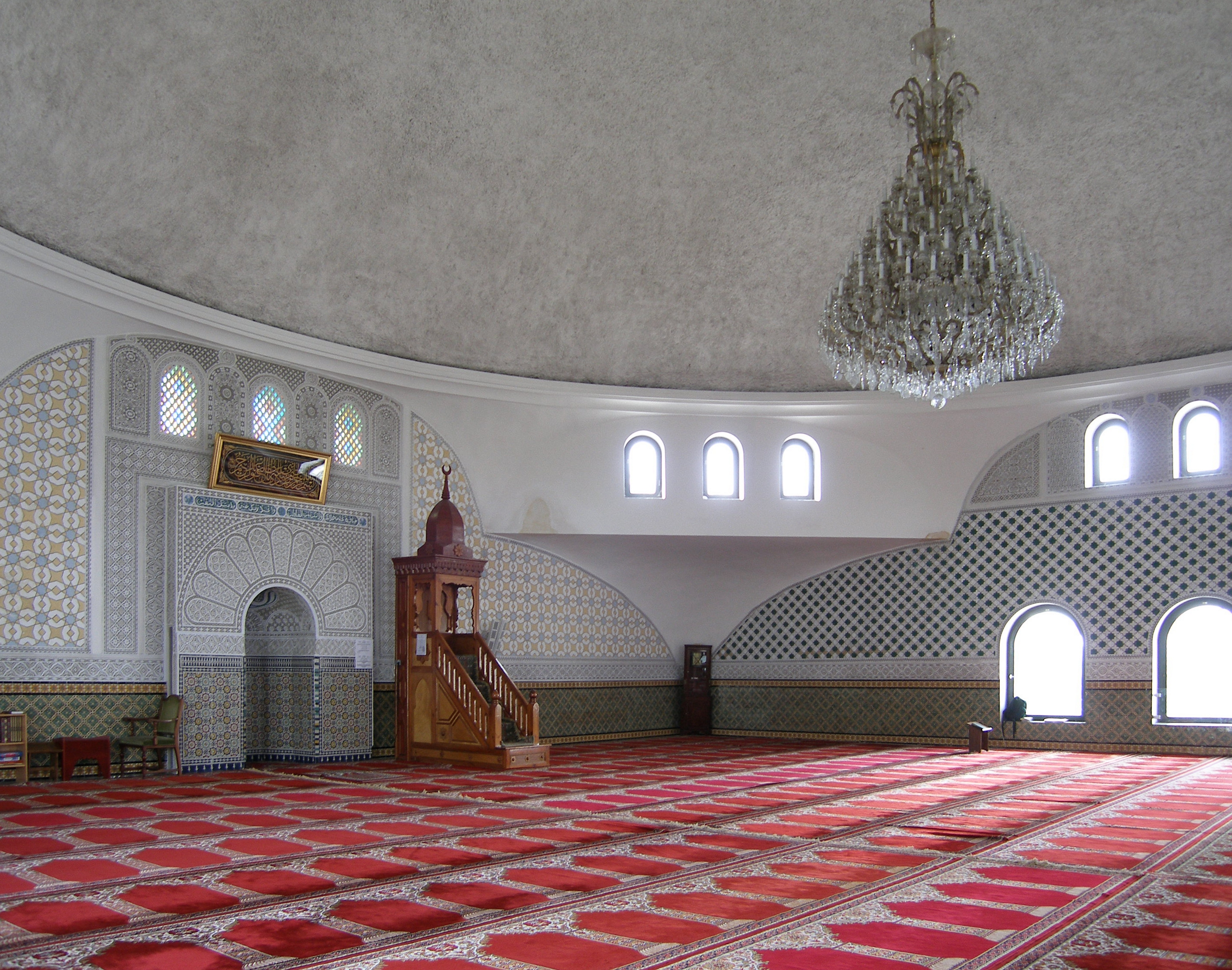